# Ghazi bin Muhammad
Ghazi bin Muhammad (in arabo غازي بن محمد‎?; Amman, 15 ottobre 1966) è un principe giordano, attivo nel dialogo interreligioso.

## Biografia

### Istruzione
Il principe Ghazi è nato ad Amman nel 1966, come secondogenito di Muhammad bin Talal e di Firyal Irshaid.
Studiò alla Harrow School e si laureò nel 1988 al Dipartimento di Letteratura Comparata dell'Università di Princeton.
Conseguì un dottorato al Trinity College di Cambridge nel 1993, scrivendo una tesi sull'archetipo letterario dell'innamoramento con riferimento a Don Chisciotte della Mancia, Il rosso e il nero e Madame Bovary. Nel 2010 conseguì un dottorato all'Università al-Azhar.

### Attività
Dal 1989 al 1992 prestò servizio nelle forze di polizia del deserto e dal 1994 fino al 1999 ricoprì il ruolo di segretario culturale di suo zio Husayn.
È stato consigliere per gli affari tribali del cugino Abd Allah II dal 1998, già prima che diventasse re, oltre che suo consigliere speciale e inviato personale dal 2003 al 2011.
Nell'ottobre del 2007 presentò la lettera aperta Una parola comune tra noi e voi al vescovo Salim Sayegh affinché la inoltrasse al papa Benedetto XVI; sia il pontefice che il cardinale segretario di Stato Bertone scrissero un testo di risposta al principe.
Il 20 ottobre 2010 presentò la bozza di risoluzione A/65/L5 all'Assemblea generale delle Nazioni Unite, rappresentando la Giordania e altri ventinove paesi per proporre l'istituzione della Settimana mondiale dell'armonia interreligiosa.
È stato menzionato in più occasioni come probabile vincitore del Premio Nobel per la pace.

### Vita privata
E stato sposato dal 1997 fino al divorzio con Areej bint Omar Al Zawawi (1967).
Il 3 settembre 2022 ha sposato in seconde nozze Míriam Ungría López (1963), già moglie di Kardam di Bulgaria.

## Discendenza
Ghazi bin Muhammad e Areej bint Omar Al Zawawi ebbero tre figlie e un figlio:
- Principessa Tasneem (Amman, 27 agosto 1999);
- Principe Abdullah (Amman, 6 novembre 2001);
- Principessa Jennah (Amman, 20 settembre 2003);
- Principessa Salsabeel (1⁰ ottobre 2014).